# Daryl Smylie
Daryl John Smylie, född 10 september 1985, är en nordirländsk före detta fotbollsspelare (mittfältare). Sedan 2021 är han assisterande tränare för Mariebo IK:s damlag.

## Karriären
Smylies moderklubb är Lurgan Town FC men han inledde sin proffskarriär i Newcastle United FC:s ungdomsakademi. Inför säsongen 2007 kom han till Sverige och Östersunds FK där bra spel gav honom en plats i Ljungskile SK nästföljande år. Inför säsongen 2008/2009 rekryterades Smylie av regerande svenska mästarna Kalmar FF, tänkt som ersättare för flyktade Viktor Elm. 
I slutet av juli 2009 lånades han för resten av säsongen ut till superettanlaget Jönköpings Södra IF. Även under säsongerna 2010 och 2011 var den gänglige britten under perioder utlånad till J-Södra då han haft svårt att få speltid i Kalmar FF. 
I november 2011 värvades slutligen Smylie av Jönköpings Södra på en permanent övergång, med ett tvåårskontrakt med option på ytterligare ett år. I oktober 2017 förlängde Smylie sitt kontrakt med två år.
Efter säsongen 2019 och över 200 seriematcher lämnade Smylie Jönköpings Södra. I januari 2020 värvades Smylie av Assyriska IK, där han skrev på ett ettårskontrakt med option på ytterligare ett år.
Den 24 augusti 2021 blev Smylie klar för division 4-klubben Ölmstad IS. Han gjorde ett mål på fyra matcher under säsongen 2021. Säsongen 2022 gjorde Smylie två mål på sex matcher för division 4-klubben IF Haga.